# Saint-Paul-en-Cornillon
Saint-Paul-en-Cornillon este o comună în departamentul Loire din sud-estul Franței. În 2014 avea o populație de 1,352 de locuitori.

## Evoluția populației
}}

## Comune vecine
|                           | Çaloire                 |          |
| Saint-Maurice-en-Gourgois |                         | Unieux   |
| Aurec-sur-Loire           | Saint-Ferréol-d'Auroure | Fraisses |